# Episodi di Whatever Happened to... Robot Jones? (seconda stagione)
La seconda stagione della serie animata Whatever Happened to... Robot Jones?, composta da 7 episodi, è stata trasmessa negli Stati Uniti, da Cartoon Network, dal 3 ottobre al 14 novembre 2003.
| n° | Titolo originale              | Prima TV USA     |
| -- | ----------------------------- | ---------------- |
| 1  | Gender                        | 3 ottobre 2003   |
| 1  | Math Challenge                | 3 ottobre 2003   |
| 2  | Family Vacation               | 10 ottobre 2003  |
| 2  | Hair                          | 10 ottobre 2003  |
| 3  | Garage Band                   | 17 ottobre 2003  |
| 3  | Work                          | 17 ottobre 2003  |
| 4  | The Yogmans Strike Back       | 24 ottobre 2003  |
| 4  | Hookie 101                    | 24 ottobre 2003  |
| 5  | House Party                   | 31 ottobre 2003  |
| 5  | School Newspaper              | 31 ottobre 2003  |
| 6  | Safety Patrol                 | 7 novembre 2003  |
| 6  | Popularity                    | 7 novembre 2003  |
| 7  | Summer Camp                   | 14 novembre 2003 |
| 7  | Rules of Dating               | 14 novembre 2003 |
| 8  | Robotic Graffiti (Cancellato) | inedita          |
| 8  | Risk (Cancellato)             | inedita          |